# Percy Jackson i bogowie olimpijscy: Złodziej pioruna
Percy Jackson i bogowie olimpijscy: Złodziej pioruna – amerykańsko-kanadyjski film fantastyczno-komediowy w reżyserii Chrisa Columbusa, będący ekranizacją I części powieści Ricka Riordana o tym samym tytule.

## Fabuła
Główni bohaterowie to Percy Jackson – syn Posejdona, Annabeth Chase – córka Ateny i Grover Underwood – satyr. Zeus oskarża Percy’ego o kradzież swojej broni – pioruna piorunów. Percy z pomocą przyjaciół musi oczyścić się z zarzutów. Kolega Luke – syn Hermesa pożycza mu mapę, dzięki której znajdzie trzy perły, które pomogą mu wydostać się z Hadesu, gdzie chłopak chce się dostać, by ocalić matkę. Przyjaciele docierają do ogrodu z rzeźbami, który okazuje się być kryjówką Meduzy. Udaje im się ją pokonać i znajdują pierwszą perłę. Aby zdobyć drugą, docierają do muzeum w Nashville, gdzie toczą walkę z Hydrą. Po ostatnią perłę wyruszają do Las Vegas i tam, zahipnotyzowani, nieświadomie spędzają pięć dni w kasynie Lotos. Kiedy docierają do Hadesu, na jaw wychodzi, kto jest prawdziwym złodziejem pioruna. Percy, matka oraz Annabeth wyruszają na Olimp; Grover zostaje w podziemiach, gdyż brakuje jednej perły. Przed Olimpem syn Posejdona stacza walkę ze Złodziejem Pioruna, zaś sama broń wraca do Zeusa, a do walki bogów nie dochodzi. Za namową Percy’ego Zeus uwalnia Grover’a z Hadesu.

## Wersja oryginalna
Reżyseria: Chris Columbus

Scenariusz: Craig Titley

Dźwięk: Rob Young

Zdjęcia: Stephen Goldblatt

Montaż: Peter Honess

Obsada:
- Logan Lerman – Percy Jackson
- Alexandra Daddario – Annabeth Chase
- Rosario Dawson – Persefona
- Sean Bean – Zeus
- Kevin McKidd – Posejdon
- Uma Thurman – Meduza
- Pierce Brosnan – Centaur Chejron
- Melina Kanakaredes – Atena
- Christie Laing – Dziewczyna Afrodyty
- Catherine Keener – Sally Jackson
- Brandon T. Jackson – Grover Underwood
- Steve Coogan – Hades
- Chelan Simmons – Silena Beauregard
- Stefanie von Pfetten – Demeter
- Dimitri Lekkos – Apollo
- Dylan Neal − Hermes
- Marie Avgeropoulos – Dziewczyna Afrodyty
- Maria Olsen – Nauczycielka / Erynia
- Luke Camilleri – Dionizos
- Richard Harmon – Mądrala
- Luisa D’Oliveira – Dziewczyna Afrodyty
- Andrea Brooks – Kelnerka w Lotus Land
- Patrick Sabongui – Gliniarz
- Crystal Tisiga – Dziewczyna Afrodyty
- Dejan Loyola – Chłopak
- Jake Abel – Luke Castellan
- Julian Richings – Przewoźnik

## Wersja polska
Opracowanie i udźwiękowienie wersji polskiej: Studio Sonica

Nagrań dokonano w: Studiu Mafilm w Budapeszcie

Reżyseria: Piotr Kozłowski

Dialogi polskie: Joanna Kuryłko

Tłumaczenie: Arleta Walczak

Dźwięk: Imre Erdélyi, Agnieszka Stankowska

Kierownik produkcji: Agnieszka Kudelska

W wersji polskiej udział wzięli:
- Marcin Hycnar – Percy Jackson
- Paweł Ciołkosz – Grover
- Matylda Damięcka – Annabeth
- Bartosz Opania – Brunner/Chejron
- Edyta Olszówka – Sally Jackson
- Katarzyna Herman – Meduza
- Jacek Rozenek – Posejdon
- Krzysztof Banaszyk – Hades
- Artur Dziurman – Zeus
- Modest Ruciński – Luke
- Janusz Wituch – Gabe
- Anna Gajewska – Persefona
- Joanna Węgrzynowska-Cybińska – Atena
- Agnieszka Kudelska – pani Dodds/Erynia
- Waldemar Barwiński – Przewoźnik
- Piotr Kozłowski – Hydra
- Dorota Furtak – Redaktorka